# دن برامال (بازیکن فوتبال)
دن برامال (انگلیسی: Dan Bramall؛ زادهٔ ۳ سپتامبر ۱۹۹۸) بازیکن فوتبال است.